# Leigh Hoffman
Leigh Hoffman (* 11. Juni 2000 in Whyalla) ist ein australischer Bahnradsportler, der auf Kurzzeitdisziplinen spezialisiert ist. 2022 war er Weltmeister als Teil der australischen Teamsprint-Mannschaft.

## Sportlicher Werdegang
Hoffman wuchs in der Kleinstadt Whyalla auf, die, weit entfernt von Adelaide, die einzige Radrennbahn der Umgebung besitzt. Dort begann Hoffman 2013 nach Vorbild seiner älteren Brüder mit dem Sport. Mit 16 zog er in ein Internat in Adelaide, um besser trainieren zu können. Als Junior gewann er zwei Goldmedaillen bei den Ozeanienmeisterschaften 2018 (die im November 2017 stattfanden). Bei den Junioren-Weltmeisterschaften 2018 kam er im Sprint auf den vierten Platz.
2021 war er bei den Olympischen Spielen von Tokio Reserve für den Teamsprint. Ab 2022 rückte er in die Stammbesetzung auf und vertrat Australien im Gespann mit Matthew Glaetzer, Matthew Richardson und Thomas Cornish bei internationalen Wettkämpfen mit zahlreichen Erfolgen. Einem Sieg bei den Commonwealth Games 2022 folgte der Triumph bei den Weltmeisterschaften 2022, wo das australische Team die seit vier Jahren währende Dominanz der niederländischen Mannschaft durchbrach. Bei der WM 2023 musste Australien in derselben Besetzung, inklusive Hoffman, wieder den Niederlanden den Vortritt lassen. Die Duelle setzten sich auch im Nations Cup fort, wo Hoffman von 2022 bis 2024 fünf Siege mit der Mannschaft feiern konnte. Mit zum Teil anderen Partnern gewann er den Teamsprint auch bei den australischen Meisterschaften von 2022 bis 2024 sowie den Ozeanienmeisterschaften 2023. In den Einzeldisziplinen holte Hoffman zwei Silbermedaillen im Sprint bei den Ozeanienmeisterschaften 2023 und 2024.
Bei den Olympischen Spielen 2024 in Paris gewann Hoffmann zusammen mit Matthew Glaetzer und Matthew Richardson die Bronzemedaille im Teamsprint.

## Erfolge
2017
 Ozeanienmeister – Sprint (Junioren)
 Ozeanienmeister – Teamsprint (Junioren; mit Brodie Aamodt und Thomas Cornish)
2018
 Australischer Meister – Sprint (Junioren)
2022
 Weltmeister – Teamsprint (mit Matthew Glaetzer, Matthew Richardson und Thomas Cornish)
 Australischer Meister – Teamsprint (mit Matthew Glaetzer und Carlos Carisimo)
 Nations Cup in Glasgow – Teamsprint (mit Matthew Richardson und Thomas Cornish)
 Commonwealth Games – Teamsprint (mit Matthew Glaetzer und Matthew Richardson)
2023
 Ozeanienmeister – Teamsprint (mit Nathan Hart und Matthew Richardson)
 Australischer Meister – Teamsprint (mit Maxwell Liebeknecht und James Brister)
 Nations Cup in Jakarta – Teamsprint (mit Matthew Richardson und Thomas Cornish)
 Nations Cup in Milton – Teamsprint (mit Matthew Glaetzer und Matthew Richardson)
 Weltmeisterschaften – Teamsprint (mit Matthew Glaetzer, Matthew Richardson und Thomas Cornish)
 Ozeanienmeisterschaften – Sprint
2024
 Australischer Meister – Teamsprint (mit Maxwell Liebeknecht und Matthew Glaetzer)
 Nations Cup in Adelaide – Teamsprint (mit Matthew Glaetzer, Matthew Richardson und Thomas Cornish)
 Nations Cup in Hongkong – Teamsprint (mit Matthew Glaetzer, Matthew Richardson und Thomas Cornish)
 Ozeanienmeisterschaften – Sprint
 Weltmeisterschaft – Teamsprint (mit Thomas Cornish und Ryan Elliott)
 Olympische Spiele – Teamsprint (mit Matthew Glaetzer und Matthew Richardson)
2025
 Ozeanienmeister – Sprint, Teamsprint (mit Thomas Cornish, Ryan Elliot und Daniel Barber)